# Masalski III
Masalski III (Mogiła II, Mosalski, Mosalski Książę) – polski herb książęcy, odmiana herbu Masalski. Herb własny rodziny Massalskich.

## Opis herbu

### Opis historyczny
Juliusz Ostrowski blazonuje herb następująco:

W polu czerwonem – litera złota M, nad którą krzyż złoty w środku. Nad hełmem w koronie trzy lub pięć piór strusich.

### Opis współczesny
Opis skonstruowany współcześnie brzmi następująco:
Na tarczy w polu czerwonym rogacina przekrzyżowana złota z takimż półksiężycem pod ramieniem krzyża, zaćwieczona na inicjale „M” srebrnym.
Całość otacza płaszcz heraldyczny, podbity gronostajem.
Płaszcz zwieńcza mitra książęca.

## Geneza
Herb należy do rodziny Masalskich (Mosalskich) wywodzących się od Światosława Titowicza, kniazia karaczewskiego, z rodu książąt czernihowskich. Światosław był żonaty z kniaźną Fedorą Olgierdówną i pozostawił synów; Jurja, Mścisława (protoplastę kniaziów Chotetowskich) i Michała. Jurij Światosławowicz MasaIski miał trzech synów: Wasila, Włodzimierza i Semena, od których pochodzą trzy linie kniaziów Masalakich.
W herbarzu Juliusza Ostrowskiego można znaleźć informację, że rodzina ta rozszczepiła się na gałęzie, z których jedna została przy Moskwie, a druga przeszła na Litwę i Wołyń. Jako książęta polscy, zostali potwierdzeni w 1775 roku, w Rosji uzyskiwali potwierdzenie tytułu wielokrotnie, jednakże pierwszy z nich nastąpił 14 września 1780 roku. Zostali potwierdzeni również na Litwie w 1862 roku.
Wojciech Kojałowicz nazywa ten herb Mogiłą, nie tłumacząc jednakże pochodzenia tej nazwy. Ostrowski wysnuwa przypuszczenie, że godło herbu Mosalski III przedstawia odwrócone krokwie herbu Abdank.

## Herbowni
Informacje na temat herbownych w artykule sporządzone zostały na podstawie wiarygodnych źródeł, zwłaszcza klasycznych i współczesnych herbarzy. Należy jednak zwrócić uwagę na częste zjawisko przypisywania rodom szlacheckim niewłaściwych herbów, szczególnie nasilone w czasie legitymacji szlachectwa przed zaborczymi heroldiami, co zostało następnie utrwalone w wydawanych kolejno herbarzach. Identyczność nazwiska nie musi oznaczać przynależności do danego rodu herbowego. Przynależność taką mogą bezspornie ustalić wyłącznie badania genealogiczne.
Pełne listy herbownych nie są dziś możliwe do odtworzenia, także ze względu na zniszczenie i zaginięcie wielu akt i dokumentów w czasie II wojny światowej (m.in. w czasie powstania warszawskiego w 1944 spłonęło ponad 90% zasobu Archiwum Głównego w Warszawie, gdzie przechowywana była większość dokumentów staropolskich). Nazwisko znajdujące się w artykule pochodzi z Herbarza polskiego, Tadeusza Gajla. Występowanie danego nazwiska w artykule nie musi oznaczać, że konkretna rodzina pieczętowała się herbem Masalski III. Często te same nazwiska są własnością wielu rodzin reprezentujących wszystkie stany dawnej Rzeczypospolitej, tj. chłopów, mieszczan, szlachtę. Herb Masalski III jest herbem własnym, wiec do jego używania uprawniona jest zaledwie jedna rodzina: Massalscy (pisani czasem jako Masalscy).